# 兰村乡 (麻阳县)
兰村乡，是中华人民共和国湖南省怀化市麻阳苗族自治县下辖的一个乡镇级行政单位。

## 行政区划
兰村乡下辖以下地区：
兰村、岩山岔村、桐古垅村、垅田村、椒林村、大坳村、大池村、望远村、岩坳村、龙盘村、清水村、黄毛坡村、泥溪垅村和胜利村。